# Dienstgrade der Volksbefreiungsarmee (Marine)
Die Dienstgrade der Marine der chinesischen Volksbefreiungsarmee sind identisch zu denen der Landstreitkräfte und unterscheiden sich nur durch das Präfix Hai Jun (chinesisch 海军 – „Marine“). Dieser Artikel behandelt die aktuellen Dienstgrade und Rangabzeichen.
Von 1956 bis 1965 wurden die Rangabzeichen der sowjetische Streitkräfte verwendet. Anders als die Armee und die Luftwaffe verwendete die Marine Schulterklappen als Rangabzeichen.

## Offiziere
Das aktuelle System der Dienstgrade und Rangabzeichen der Offiziere stammt von 1988 und ist eine Revision der Dienstgrade und Rangabzeichen von 1955 bis 1965. Der Dienstgrad Hai Jin Yi Ji Shang Jiang (Admiral Erster Klasse) wurde niemals vergeben und 1994 abgeschafft. Mit Einführung der Uniformen Type 7 in 2007 werden nur noch Schulterklappen oder Ärmelabzeichen verwendet.
| Dienstgrad                          | 海军學員 Hai Jun Xue Yuan | 海军少尉 Hai Jun Shao Wei | 海军中尉 Hai Jun Zhong Wei | 海军上尉 Hai Jun Shang Wei | 海军少校 Hai Jun Shao Xiao | 海军中校 Hai Jun Zhong Xiao | 海军上校 Hai Jun Shang Xiao | 海军大校 Hai Jun Da Xiao | 海军少将 Hai Jun Shao Jiang | 海军中将 Hai Jun Zhong Jiang | 海军上将 Hai Jun Shang Jiang |
| Vergleichbarer deutscher Dienstgrad | Kadett                    | Leutnant zur See          | Oberleutnant zur See       | Kapitänleutnant            | Korvetten-kapitän          | Fregatten-kapitän           | Kapitän zur See             | Kommodore                | Konter-admiral              | Vizeadmiral                  | Admiral                      |
| NATO-Rangcode                       | OF-D                      | OF-1                      | OF-1                       | OF-2                       | OF-3                       | OF-4                        | OF-5                        | OF-6                     | OF-7                        | OF-8                         | OF-9                         |
| ----------------------------------- | ------------------------- | ------------------------- | -------------------------- | -------------------------- | -------------------------- | --------------------------- | --------------------------- | ------------------------ | --------------------------- | ---------------------------- | ---------------------------- |
| Schulterklappen                     |                           |                           |                            |                            |                            |                             |                             |                          |                             |                              |                              |
| Kragenspiegel                       |                           |                           |                            |                            |                            |                             |                             |                          |                             |                              |                              |
| Ärmelabzeichen                      |                           |                           |                            |                            |                            |                             |                             |                          |                             |                              |                              |

## Mannschaften und Unteroffiziere
Das aktuelle System der Dienstgrade und Rangabzeichen der Mannschaften und Unteroffiziere stammt von 2009.
| Dienstgrad                          | 水兵 Shui Bing | 海军上等兵 Hai Jun Shang Deng Bing | 海军下士 Hai Jun Xia Shi          | 海军中士 Hai Jun Zhong Shi | 海军上士 Hai Jun Shang Shi | 海军四级军士长 Hai Jun Si Ji Jun Shi Zhang | 海军三级军士长 Hai Jun San Ji Jun Shi Zhang | 海军二级军士长 Hai Jun Er Ji Jun Shi Zhang | 海军一级军士长 Hai Jun Yi Ji Jun Shi Zhang |
| Vergleichbarer deutscher Dienstgrad | Gefreiter      | Obergefreiter Hauptgefreiter       | Stabsgefreiter Oberstabsgefreiter | Maat Obermaat              | Bootsmann Oberbootsmann    | Haupt-bootsmann                            | Stabs-bootsmann                             | Oberstabsbootsmann                         | Oberstabsbootsmann                         |
| NATO-Rangcode                       | OR-2           | OR-3                               | OR-4                              | OR-5                       | OR-6                       | OR-7                                       | OR-8                                        | OR-9                                       | OR-9                                       |
| ----------------------------------- | -------------- | ---------------------------------- | --------------------------------- | -------------------------- | -------------------------- | ------------------------------------------ | ------------------------------------------- | ------------------------------------------ | ------------------------------------------ |
| Schulterklappen                     |                |                                    |                                   |                            |                            |                                            |                                             |                                            |                                            |
| Kragenspiegel                       |                |                                    |                                   |                            |                            |                                            |                                             |                                            |                                            |